# Leptopleurus
Leptopleurus is een geslacht van uitgestorven zee-egels uit de familie Trigonocidaridae.

## Soorten
- Lepidopleurus hemisphaericus Duncan & Sladen, 1885 † Mioceen, Pakistan.